# Natalja Fjodorowna Paderina
Natalja Fjodorowna Paderina (russisch Наталья Фёдоровна Падерина; * 1. November 1975 in Swerdlowsk, heute Jekaterinburg) ist eine russische Sportschützin, die in den Disziplinen Sportpistole 25 Meter und Luftpistole 10 Meter aktiv ist.
Paderina, die rechtshändig schießt, begann 1992 mit dem aktiven Wettkampfsport. Ihr erster internationaler Erfolg war 1995 der Gewinn einer Gold- und einer Silbermedaille bei den Europameisterschaften der Junioren. Sechs Jahre später siegte sie bei der Europameisterschaft in Pontevedra in der Disziplin Luftpistole 10 Meter, in der sie bei der Europameisterschaft 2003 in Göteborg den dritten Platz belegte und ein Jahr später in Győr erneut Europameisterin wurde. Weitere Erfolge bei Europameisterschaften waren ein zweiter Rang 2006 in Moskau und der Gewinn der Bronzemedaille zwei Jahre später in Winterthur. Bei den Weltmeisterschaften 2006 in Zagreb errang sie mit dem Titel im Luftpistolenschießen ihren bisher größten sportlichen Erfolg.
Bei den Olympischen Sommerspielen 2004 in Athen belegte sie den fünften Platz im Schießen mit der Luftpistole aus zehn Meter Distanz. In der gleichen Disziplin gewann sie vier Jahre später bei den Olympischen Sommerspielen in Peking die Silbermedaille hinter der Chinesin Guo Wenjun. Während der Siegerehrung umarmte sie die drittplatzierte Nino Salukwadse aus Georgien als Zeichen ihres gemeinsamen Wunsches der Einstellung des zeitgleich zu den Spielen stattfindenden militärischen Konflikts zwischen Russland und Georgien um das umstrittene Kaukasusgebiet Südossetien.
Natalja Paderina ist verheiratet und hat ein Kind.